# Визуальный поворот
Визуальный поворот (англ. Visual turn) — переход науки к изучению «визуальности», пришедшее на смену «лингвистическому повороту».

## Обзор
«Визуальный поворот» в гуманитарной науке сформировал направление, получившее название визуальные исследования. С его появлением искусство перестает считаться «элитарной» формой визуальности (фотография, кино, архитектура и др.), так как искусствоведение перестает быть привилегированной областью теоретических знаний. Исследования культуры с точки зрения визуальности опираются на психоанализ, марксистскую критику, семиотику, феминизм, культурологию и постструктурализм.

### Изменение концепции искусства
Искусство XX века характеризуется введением в художественную практику новых средств выражения (видеоарт, телевидение, медиа-арт, инсталляции, перфоманс), что стало методологической проблемой для традиционного искусствоведения и потребовало обновления категориального аппарата. В результате представления об автономии искусства и о «свободном художнике» были поставлены под сомнение. Была показана связь искусства с идеологией, экономическими условиями и социальными мифами. Большую роль в изучении визуальности сыграли такие исследователи как: Вальтер Беньямин, Жан Бодрийяр, Ролан Барт, Жак Деррида, Мишель Фуко, Жак Лакан, Гризельда Поллок и многие другие. Вальтер Беньямин в 1930-х годах обозначил проблематику исчезновения границ между «копией» и «оригиналом», а также отметил обесценивание понятий «творчество», «гений», «вечная ценность».

## Концепция визуального поворота
- первая группа (Норман Брайсен, Кит Мокси, Майкл Энн Холии и др.) основывалась на реконструкции «истории образов» и понятии репрезентации.
- вторая группа (Гризельда Поллок, Фредрик Джеймисон, Джанет Вулф и др.) работала с социологией визуальной культуры.

### Окуляроцентризм
Понятие зрения, характеризует зрительное восприятие как психофизиологический процесс обработки изображения объектов. Благодаря ему мы получаем представление о величине, форме и цвете предметов, оно помогает ориентироваться в окружающем пространстве.
Ещё Аристотель в Метафизике указывал на то, что зрение есть «интеллектуальное чувство» и «основа познания». Ханна Арендт в своей работе «Истоки тоталитаризма» отметила, что «в философии мышление всегда осмысливалось посредством видения… Господство зрения настолько глубоко укоренено в греческой речи и как результат в нашем концептуальном языке, что мы редко над этим задумываемся». В XX веке этот вид восприятия был назван «Окуляроцентризмом» и был подвергнут критике.
Ещё Фридрих Ницше в своей работе «Так говорил Заратустра» проговаривает модели восприятия, называя их «человек-Ухо», «человек-Глаз» и др. Продолжив логику его высказывания, современные исследователи, столкнулись с проблемой «вездесущего Ока», визуального восприятия, которое затмило все остальные типы. Мишель Фуко и Фредрик Джеймисон публикуют свои работы, в которых они связывают визуальное западноевропейское мышление с властью. В философии попытки преодолеть «окуляроцентризм» были предприняты Мартином Хайдеггером и Василием Розановым. В визуальных исследованиях, в рамках критики господства визуального, ставится под вопрос очевидность и безусловность зримого. «Окуляроцентрические» термины подвергаются сомнению.
Уильям Митчелл утверждает, что наука начинает в изучении мира больше ориентироваться на образ, чем на текст, со всей присущей ему метафорикой.

### Визуальная метафора
Визуальная метафора — это способ создания определенного видения предмета, типа «смотрения». Метафора, как ключевое звено в смыслообразовании понятий, продолжает работать только до той поры, пока продолжает удерживать различие между ними. Теоретики визуальных исследований поставили перед собой задачу, которая нацелена на восстановление семантического напряжения вокруг этих понятий. Анализ визуальной метафоры позволяет исследовать процессы смыслообразования в вербальных типах дискурса, где метафоричность скрыта и способствует пониманию типа мышления, основанного на визуальных образах.

### Видение и текстуальность
Визуальная реальность мыслится как культурный конструкт, что позволяет её прочитать и интерпретировать подобно литературному тексту. Введение понятия «визуальная культура» изменила традиционное представление о грамотности и чтении как о базисах культурных текстов. Так как сами тексты, к примеру, печатаются на визуальных носителях, а жесты, мимика и т.п. (безусловные сопровождающие речи) есть набор визуальных средств коммуникации, и их смысл чрезвычайно сильно меняется, если мы не имеем возможности лицезреть всю цепь коммуникации целиком.

## Визуальный поворот в исторической науке
С появлением новых комплексов исторических источников, таких как: фотография, кинохроника, графика, — потребовалось выработать новые методы исследования. История, являясь частью интеллектуальной жизни общества, всегда опирается на те информационные технологии, которые поддерживаются культурными коммуникациями. Именно они определяют набор используемых историками методов работы с исторической информацией и способы её презентации.
Александр Сергеевич Лаппо-Данилевский выделил следующую периодизацию методологии исторического познания:
- Классический период (Античность, Средние века) «Устно-исторический» период развития методологии, для которого характерна связь истории с правилами художественно-литературного изображения. «Устным» он называется потому, что таковыми являлись сами источники, свидетельства, а также потому, что способ презентации осуществлялся с помощью устной речи.
- Гуманистический период (Возрождение) Является переходным периодом, во время которого история отделяется от литературы, начинают использоваться письменные источники.
- Рационалистический период (Новое время) Сильное влияние на историческую науку оказала философия, особенно идеи немецкого идеализма и теории познания. Происходит изменение представления о месте и роли истории, а также утверждение в историческом исследовании научных принципов.

В начале XX века Лаппо-Данилевский отмечает необходимость исторических построений на законах психологии, эволюции, диалектики и консенсуса. Далее, благодаря социологии и антропологии, в историческом инструментарии появляются контент-анализ, семиотический анализ, дискурсивный анализ и лингвистический анализ.
Помимо этого, нужно отметить влияние тех нововведений, которые затрагивали общество в целом — книгопечатание, периодическая печать, развитие системы образования, кинематограф, телевидение, радио превратили историю в факт общественного/массового сознания. А с появлением визуального поворота, можно выделить ряд новых технологий, которые изменили облик истории. Историческая реальность начинает переосмысляться в контексте истории образов, с позиций визуального восприятия, основанного на чувственном опыте, а не логики).
Визуальный поворот повлиял на возникновение визуальной антропологии, которая в качестве источника использует кинодокументы. Историки начинают использовать в качества источников кино- и фотодокументы.
Отличительной чертой визуальных технологий является использование «неисторического» сбора информации – методов наблюдения. Этот прием остается для историка недоступным, так как труднодостижимая позиция нейтрального наблюдателя пересекается с невозможностью для очевидца регулировать сам процесс наблюдения и его комплексной оценки. Для «исторического» сбора информации было бы характерно наличие плана наблюдения, подготовка к нему и ввод контрольных элементов.
При работе с визуальными источниками важнейшим элементом становится понятие образа. Историк должен деконструировать образ, лежащий в основе визуального документа, и интерпретировать его в образной же форме, соблюдая правила исторической репрезентации.
Выделяют следующие этапы изучения визуальных источников:
- Отбор визуального источника;
- Сбор и анализ информации об авторе источника, его цели, времени, условии создания, общественном резонансе;
- Просмотр источника с целью первого знакомства;
- Повторный просмотр и анализ по намеченному исследовательскому плану;
- Реконструкция исторической реальности на основе оценки образа, заложенного в источник. Верификация с другими источниками информации.

## Визуальные исследования в российской историографии
В отечественной историографии сравнительно недавно начали работать с визуальными источниками. Интерес историков к изучению визуальных источников проявился в 1980-х, когда историческая наука начала менять свой курс от макроистории к истории повседневности. Визуальные источники послужили одними из немногих материалов, в которых могли наблюдаться трудноуловимые аспекты социальной действительности прошлого.

### Фотография
В сборнике статей «Оче-видная история. Проблемы визуальной истории России XX столетия» затрагивается тема визуальных образов и способов реконструкции действительности с их помощью. Андрей Соколов в работе «Текст, образ, интерпретация: визуальный поворот в современной западной историографии» отмечает стирание границ между профессиональной историографией и историей для широкого читателя. А Игорь Нарский в своей статье «Проблемы и возможности исторической интерпретации семейной фотографии на примере детской фотографии 1966-го года из г. Горького» расширяет иконографический анализ Эрвина Панофски, добавляя возможности увидеть «следы менталитета и эмоций людей прошлого, отраженных в способах репрезентации, в мимике и жестах изображенных персон». Основной задачей историка он видит контекстуализацию источника.
В работе «Империя света: фотография как визуальная практика эпохи современности» Оксана Гавришина исследует проблему условий фотографического «видения», а также способов извлечения информации из фотоматериалов.

### Свет в сакральном пространстве
Свет также выходит на первый план в сборнике «Огонь и свет в сакральном пространстве», который составлен по материалам симпозиума, организованного Центром восточнохристианской культуры под руководством Алексея Лидова. Ученые заметили, что при разрушении различных архитектурных объектов меняется световые условия, которые играли очень важную роль и были основным средством создания сакральных пространств, в особенности в византийской и древнерусской традиции. Своей задачей ученые видят попытку воссоздать сакральный образ пространства, с помощью реконструкции оригинальной световой среды.

### Программируемые образы
В монографии «Визуальное народоведение империи, или «увидеть русского дано не каждому» Елена Вишленкова задается вопросом, какую действительность воспроизводят графические образы народов России в период с 18-го по начало 19-го века. Она приходит к выводу, что художник из-за своей особой роли показывал действительность не реальную, а желанную. Анализируя гравюры, лубки, карикатуры и пр. Елена Вишленкова говорит, что изобразительное искусство оказывается не чем иным, как средством социального дизайна. Она также выясняет, что визуальный образы являлись неким способом программирования восприятия реальности.